# Proctoporus kiziriani
Proctoporus kiziriani — вид ящірок родини гімнофтальмових (Gymnophthalmidae). Ендемік Перу. Описаний у 2013 році.

## Поширення і екологія
Proctoporus kiziriani відомі з типової місцевості, розташованої в провінції Кіспіканчі, в регіоні Куско, на висоті від 3368 до 3500 м над рівнем моря. Вони живуть у вологих гірських тропічних лісах, під камінням і поваленими деревами.